# 30 Seconds to Mars
30 Seconds to Mars je americká rocková kapela pocházející z Los Angeles ze státu Kalifornie, která vznikla v roce 1998. Skupina zatím vydala pět studiových alb a dvě EP desky.

## Historie
Skupina vznikla roku 1998 jako malý rodinný projekt. Jared Leto jako kytarista, zpěvák a textař a jeho starší bratr Shannon jako bubeník. Zprvu to vypadalo pouze jako nevinná zábava, ale brzy se ke kapele přidali Matt Wachter, Solon Bixler a Kevin Drake. Skupina podepsala smlouvu s EMI a již v roce 2002 vydala své první album s názvem 30 Seconds to Mars. Brzy na to odešli z kapely oba kytaristé a na jejich místo nastoupil Tomo Miličevíć. V této době si kapela získala spousty věrných fanoušků a začala se pomalu připravovat na svůj velký přelom.
| „            | Pro nás má název 30 Seconds to Mars jen co málo dočinění s prostorem, vesmírem nebo něco takového. Toto jméno vyjadřuje hned několik úrovní. A co je nejdůležitější, je to dobrá představa našeho zvuku. Je to název, který je lyrický, sugestivní, plný bezprostřednosti. | “ |
| — Jared Leto | |   |

### 30 Seconds to Mars(2002–2005)
Debutové album skupiny se stejnojmenným názvem bylo vydáno v roce 2002. Na albu spolupracovali s Bobem Erzinem (slavný kanadský hudební producent) a Brianem Virtuem. Kontaktovali Ezrina kvůli jeho předešlé spolupráci s Pink Floyd, Kiss a Alice Cooper. Cítili, že on je jediný, kdo by jim mohl pomoci zachytit velikost a rozsah, který chtějí na jejich debutovou nahrávku zachytit. Ještě předtím než album vyšlo, byli pozváni americkou rockovou kapelou Puddle of Mudd k otevření šesti-týdenního turné na jaře roku 2002.

### A Beautiful Lie(2005–2007)
V pořadí druhé album A Beautiful Lie bylo vydáno 30. srpna 2005. Jelikož bylo album hotovo již 5 měsíců před oficiálním datem vydání, rozhodli se členové kapely doplnit je o dvě bonusové písně a to „Battle of One“ a „Hunter“ (coververze písně od Björk). K další propagaci skupiny bylo vydáno 12 tzv. „golden tickets“, které umožňovaly držiteli volný vstup do zákulisí během koncertu i po něm. Možnost zakoupit si „golden ticket“ mají fanouškové dodnes.
Při natáčení klipu „A Beautiful Lie“ potřebovala skupina 192 pojištění. Pracovala ve velmi nepříznivých podmínkách asi 200 mil od polárního kruhu v Gronsku
31. srpna 2006 vyhrála kapela cenu MTV2 Award za píseň „The Kill“, za kterou byli také dvakrát nominováni na cenu MTV Video Music Award. V tomto videu jsou vidět jasné prvky z filmu Osvícení. Album A Beautiful Lie bylo vydáno již v lednu 2007 jako platinové a to za prodej více než milionu kopií.
V říjnu 2007 se skupina vydala na turné pod názvem Welcome to the Universe. 20. listopadu 2007 uvedla stanice MTV2 v premiéře nový videoklip k písni „From Yesterday“. Tímto videoklipem se 30 Seconds to Mars stala první americkou rockovou kapelou, která kdy natáčela v Číně.
29. dubna 2007 získala kapela hned dvě ceny MTV Australia Video Music Award. Video „The Kill“ jim přineslo cenu za „Nejlepší rockové video“ a „Video roku“.
12. června 2007 koncertovali v Praze v Sazka Aréně jako oficiální host skupiny Linkin Park.

### This Is War(2009–2011)
Ačkoli bylo vydání zatím posledního alba několikrát posouváno, 8. prosince 2009 vyšlo dlouho očekávané album pod názvem This Is War. 19. února 2010 se skupina rovněž vydala na celosvětové turné pod názvem Into the Wild Tour.
18. března 2010 vystoupila skupina podruhé v Praze, poprvé samostatně. Jejich píseň „Kings and Queens“ se stala hlavním motivem animovaného filmu režiséra Zacka Snydera Legenda o sovích strážcích (z anglického Legend of the Guardians), natočeného na motivy příběhů o sovích strážcích americké spisovatelky Kathryn Lasky, která pro toto své dílo čerpala inspiraci z artušovských legend.

## Sestava
- Jared Leto je frontmanem skupiny, obstarává zpěv a hraje na kytaru, hollywoodský herec a zpěvák. Na chvíli přerušil střední školu, ale pak se vrátil a vystudoval dvě vysoké školy - University of Arts ve Philadelfii a School of Visual Arts v New Yorku. Následně se přestěhoval do L.A. a i přes těžké začátky se dokázal prosadit. Jared režíruje většinu skupinových videoklipů. | „              | On si byl tak nesnesitelně jistý sám sebou, že jsem ho chtěl uškrtit. Jaký Jared ve skutečnosti je snad ví jen on sám a je na vás, jaký si o něm uděláte obrázek. Každopádně svým charizmatem vás dostane. | “ |
| — Jimmy Kimmel | |   |
- Shannon Leto hraje na bicí, starší bratr zpěváka Jareda Leta je herec a fotograf. Objevil se v několika filmech a seriálech a to i po boku svého bratra.
- Tomislav Miličević hraje na kytaru, varhany a housle, ve třech letech se přestěhoval s rodiči do USA a vyučil se kuchařem. Původně byl fanouškem skupiny. Měl se stát profesionálním houslistou. Předtím než se přestěhoval do Ameriky si přál být vojákem.
- Matt Watcher je čtvrtý člen, skupinu opustil v březnu 2007.

## Zajímavosti
- Logem skupiny je fénix („Mithra“), který nese latinský nápis „Provehito in Altum“, motto kapely. S vydáním nového alba This Is War skupina představila nové logo tzv. „Tria“, který vyznačuje především kapelu se třemi členy jakožto tři strany trojúhelníku.
- Skupina vytvořila závěrečnou píseň „Echelon“ ve filmu The Core (2003).

## Diskografie
- 30 Seconds to Mars (2002)
- A Beautiful Lie (2005)
- This Is War (2009)
- Love Lust Faith + Dreams (2013)
- America (2018)
- It's the End of the World but It's a Beautiful Day (2023)

## Ocenění

### 2007
- Kerrang! – Nejlepší singl „The Kill“
- MTV Europe Music Award – „Rock Out“
- Fuse's Best of 2007 Award.

### 2008
- Cena „Video Star“ – za video k „A Beautiful Lie“ na MTV Asia Awards 2008
- Kerrang! – Nejlepší zahraniční kapela, Nejlepší singl „From Yesterday“
- Los Premios MTV Latinoamérica 2008 – Nejlepší zahraniční kapela
- MTV EMA „Video Star“ za „A Beautiful Lie“ a „Rock Out“

### 2010
- Kerrang! – Nejlepší zahraniční kapela
- MTV Video Music Awards – „Best Rock Video“ za videoklip k písni „Kings and Queens“
- MTV EMA – Best Rock
- MTV Most Epically Unforgettable Video of 2010 – za videoklip k písni „Hurricane“

### 2011
- MTV EMA – Best Alternative
- MTV EMA – Best World Stage

### 2013
- MTV EMA – Best Alternative